# São Bernardo FC
Der São Bernardo Futebol Clube, in der Regel nur kurz São Bernardo FC genannt, ist ein Fußballverein aus  São Bernardo do Campo im brasilianischen Bundesstaat São Paulo.
Aktuell spielt der Verein in der dritten brasilianischen Liga, der Série C und in der Staatsmeisterschaft von São Paulo.

## Erfolge
- Staatspokal von São Paulo: 2013, 2021
- Staatsmeisterschaft von São Paulo Série A2: 2012, 2021
- Campeonato Paulista do Interior: 2023

## Stadion
Der Verein trägt seine Heimspiele im Estádio Primeiro de Maio in São Bernardo do Campo aus. Das Stadion hat ein Fassungsvermögen von 16.000 Personen. Eigentümer der Sportstätte ist die Stadt São Bernardo do Campo.

## Trainerchronik
Stand: 26. August 2023
| Trainer               | Nation    | von              | bis               |
| --------------------- | --------- | ---------------- | ----------------- |
| José Antonio Nogueira | Brasilien | 1. Januar 2005   | 31. Dezember 2005 |
| Estevam Soares        | Brasilien | 8. Februar 2011  | 1. August 2011    |
| Luiz Carlos Martins   | Brasilien | 1. Juli 2011     | 30. Juni 2013     |
| Wagner Lopes          | Japan     | 11. Februar 2013 | 5. Juli 2013      |
| Sérgio Soares         | Brasilien | 26. Februar 2016 | 18. April 2016    |
| Sérgio Soares         | Brasilien | 1. Februar 2019  | 30. April 2019    |
| Marcelo Veiga         | Brasilien | 16. Januar 2020  | 14. Dezember 2020 |
| Ricardo Catalá        | Brasilien | 18. Januar 2021  | 1. Oktober 2021   |
| Márcio Zanardi        | Brasilien | 1. Oktober 2021  | heute             |